# Dugnad
Dugnad er et norsk begreb, der dækker over et fælles udført og som regel frivilligt arbejde, der har betydning for fællesskabet.
Eksempelvis at landsbyen samles for at rejse et fælles hus, udføre nabohjælp, rydde en legeplads, eller i fællesskab løse en opgave. Alle bidrager med det, de kan.
I foråret 2004 blev ordet kåret til Norges Nationalord.